# Ривица (Зареченское сельское поселение)
Ривица — деревня в Максатихинском районе Тверской области. Входит в состав Зареченского сельского поселения.

## География
Находится в северо-восточной части Тверской области у юго-восточной окраины районного центра поселка Максатиха.

## История
Деревня была отмечена ещё на карте Менде (состояние местности на 1848 год). В 1859 году здесь (деревня Бежецкого уезда Тверской губернии) был учтен 31 двор, в 1941 — 45.

## Население
Численность населения: 251 человек (1859 год), 145 (русские 92 %) в 2002 году, 192 в 2010.